# 樊一蘅
樊一蘅（1591年12月17日—1651年），字君带，又字春石，號我劬，四川宜宾人，明末官员，多次对农民军作战，南明时总督川、陕军务，意图收复被大西政权占据的川蜀地区，但至死未能实现。

## 生平

### 早年仕途
樊一蘅于万历四十七年（1619年）中式进士，刑部觀政，次年（1620年）授安义县， 天启二年（1622年）調襄阳县，建昌县，天启四年（1624年）本省同考，天启六年（1626年）升禮部主事。
崇祯三年（1630年）秋，迁榆林兵备参议。时流贼多是榆林人，又久有饥荒，饥民结伙为盗。樊一蘅修补残骸，修葺武备，讨伐斩杀申在庭、马丙贵。崇禎五年（1632年），樊一蘅升陝西監軍道，四月，已经投降的农民军首领“不沾泥”张存孟复叛，拥众胁粮赏，复攻米脂，被葭州守卒击退。樊一蘅时任参政，巡抚张福臻调总兵王承恩与狐山堡副总兵侯拱极、都司、神木参将艾万年、守备贺人龙等三千人，令樊一蘅监军，将其平定。屡次被举荐，升迁为监军副使，再升迁为右参政，分巡关南。崇祯六年（1633年）升關內道，調本省按察使，崇祯七年（1634年）任陝西關內漢南監軍道。总兵曹文诏败亡，农民军逼近西安。总督洪承畴令樊一蘅监左光先、张应昌军，连破农民军，击退农民军“混天星”。农民军逼近汉中，封地在汉中的皇叔瑞王朱常浩告急，樊一蘅与副将罗尚文往救，正逢洪承畴大军到，农民军退去。樊一蘅升任按察使，与副将马科、贺人龙屡次在汉中击败农民军领袖“祁总管”，将其降服。崇禎十二年（1639年），擢为右佥都御史，代郑崇俭巡抚宁夏，被弹劾，罢官归家。
崇禎十六年（1643年）冬，获举荐，起为兵部右侍郎，总督川、陕军务，但因道路阻碍，诏命未能送达。

### 经营川蜀
崇祯十七年（1644年），李自成破北京，崇祯帝自缢殉国。福王朱由崧在南京称帝，继续如前任用樊一蘅。当时大西张献忠政权已据有全蜀，擒住樊一蘅的两个女婿李合宗、诸生（明代称考取秀才入学的生员为诸生）梁为宪，想招降樊一蘅，二人都不从，被害；只有遵义未陷落，樊一蘅与王应熊在那里躲避。樊一蘅受任命后，传檄诸郡旧将会师一同举兵。正逢巡抚马收复重庆，松潘副将朱化龙、同知詹天颜攻杀农民军将王运行，收复龙安、茂州。次年（1645年），清朝巡抚李国英剿灭响马贼马潮、呼九思，后者部下袁韬率数百残卒奔川东归顺樊一蘅。三月，樊一蘅起用旧将甘良臣为总统，以侯天锡、屠龙为副，会合参将杨展、游击马应试、余朝宗所部溃卒，共计三万人，攻叙州，马应试、余朝宗先登，杨展等随后而至，斩首数千级，大西都督张化龙逃走，于是收复叙州。樊一蘅在江上犒师。
马乾复重庆时，大西将刘廷举出走求救于张献忠，张献忠命养子刘文秀攻重庆，水陆并进。副将曾英与参政刘鳞长从遵义赶来，与部将大海、李占春、张天相等夹击，破大西数万军队。曾英威名大振，各位别将都归属于他，有兵二十余万，听从樊一蘅号令。
杨展收复叙州后，大西将冯双礼来犯，每战都败，张献忠养子孙可望以大军相救，与明军隔江相持一月，明军粮尽，樊一蘅退屯古蔺州，杨展退屯江津。大西军截击朱化龙，被朱化龙大败，但朱化龙因军队孤立，回师守旧地。其他诸将也接连在摩泥、滴水打败大西军。
樊一蘅命杨展、马应试取嘉定、邛州、眉州，前总兵官贾登连及其中军杨维栋取资州、简州，侯天锡、高明佐取泸州，李占春、于大海守忠州、涪州。曹勋及监军副使范文光据洪州、雅州，松州、监军佥事詹天颜据茂州，谭弘、谭诣据夔州、万州，都奉樊一蘅征调。樊一蘅于是移驻纳溪，居中调度，与督师王应熊会于泸州，与四川按察使米寿图一同传檄诸路约定期限一并进军。张献忠很害怕，尽屠境内百姓，将金银沉到江中，放火焚烧自己的宫室，火连月不灭，张献忠准备弃成都逃到川北。
次年（1646年）正月，樊一蘅遣官入贺在福州称帝的隆武帝朱聿鍵。五月，隆武帝的使者徐孙彦出使蜀中回来见驾，具列王应熊、樊一蘅、李乾德、马象乾、米寿图、刘鳞长、王之瑞、万年策、郑逢元、刘泌、范文光、牟道行、田华国、莫宗文、曾英、杨赓、贾登连、谭谊等协力恢复疆土奉扬王命之事。
同年春，杨展尽取川南，驻军于嘉定，与曹勋等互相声援。王应熊及王祥在遵义，马乾、曾英在重庆，皆有重兵。大西军势日益衰微，只有保宁、顺庆为其将刘进忠所守，刘进忠又数次兵败。张献忠愤而遣孙可望、刘文秀、王尚礼、狄三品、王复臣等攻川南郡县。王应熊、樊一蘅急令杨展、侯天锡、屠龙、马应试及顾存志、莫宗文、张登贵在犍为、叙州连营以抵御之。大西军连战不利，曾英、王祥乘间发兵成都，张献忠立即召孙可望等回师，又听闻清军入蜀境，刘进忠投降，大惧。七月，弃成都，十二月被清军所杀。孙可望等率残卒南奔，突然到重庆，曾英猝不及防，战败而死，孙可望于是攻陷綦江，王应熊避于毕节卫。一月有余后，大西军攻陷遵义，入贵州。清军追杀到重庆，马乾败死，清军于是入遵义，因缺粮班师。王祥等复取保宁、顺庆二郡。樊一蘅再在江上驻军，计划收复全蜀，于是将善后事宜及诸将功状奏报监国永明王朱由榔。朱由榔拜樊一蘅户、兵二部尚书，加太子太傅，王祥、杨展、侯天锡等也分别进爵。

### 受困内讧
当时王应熊已去世，而宗室朱容藩、前偏沅巡抚李乾德都作为总制入川，杨乔然、江尔文都作为巡抚入川，各自署置官员，官员比百姓还多。诸将袁韬据重庆，于大海据云阳，李占春据涪州，谭诣据巫山，谭文据万县，谭弘据天字城，侯天锡据永宁，马应试据芦卫，王祥据遵义，杨展据嘉定，朱化龙、曹勋仍据故地；反清武装摇黄十三家据夔州夹江两岸，李自成余部李赤心等十三家在建始县。樊一蘅号令不行，仅保有叙州一郡而已。
樊一蘅的妻子李氏是方伯李文续之女。樊一蘅入川时，李氏在家，被叛军搜索擒住关在郡监狱侮辱。李氏大呼：“我夫奉行天讨，誓必殄灭贼类，系我何惧！”厉声骂贼，被杀，尸体被分裂后丢在路上。樊一蘅的弟弟樊一若妾夏氏二十岁，被擒后夺刀自杀，叛军怒，将其头发悬在梁上支解。
永曆二年（1648年），朱容藩自称楚世子，在夔州建立行台称制，对官员进行任命封爵，三年（1649年）春，为李占春所败而死。杨展与王祥不和，遣子杨璟新攻之，杨璟新先袭杀马应试，再与王祥交战，战败而回。李乾德见杨展家富，说服袁韬、武大定杀杨展，分其家产。李占春闻杨展被害，率兵为其报仇，不胜而归。曹勋与杨展有刎颈之交，也为此沮丧。樊一蘅正色写信责备李乾德：“嘉陵、峨眉间，二三遗民，不与献忠之难者，杨将军力也。且背施忘好，而取人杯酒之间，天下其谓我何？”李乾德笑了不以为然，诸镇也都愤怒离心。

### 无奈病亡
九月，孙可望遣白文选攻杀王祥，收降其众二十余万，尽得遵义、重庆。樊一蘅愈发势孤。永历四年（1650年）秋，孙可望又使刘文秀大败武大定军，长驱至嘉定，武大定、袁韬皆投降，李乾德投水而死。刘文秀军又东进，谭弘、谭诣、谭文都投降，李占春、于大海降清。次年（1651年）正月，刘文秀回师云南，留白文选守嘉定，刘镇国守雅州。三月，清军南征，白文选、刘镇国挟曹勋而逃，范文光、詹天颜、朱化龙相继身亡。樊一蘅当时已辞职避居山中，得知三将死讯，九月也忧郁病死，所部文武将吏尽亡。
樊一蘅墓在宜宾县西。

## 家族
曾祖樊頊。祖父樊才良。生父樊垣是常德府知府。